# Peli urticanti
I peli urticanti (dette anche setole urticanti) sono uno dei principali meccanismi di difesa utilizzati da numerose piante, quasi tutte le tarantole del Nuovo Mondo e vari bruchi lepidotteri. Urtica in latino significa "ortica" (le piante che appartengono al genere Urtica), e le setole urticanti sono caratteristiche di questo tipo di pianta, e di molte altre piante di diverse famiglie. Questo termine si riferisce anche ad alcuni tipi di setole uncinate che ricoprono la superficie dorsale e posteriore dell'addome di una tarantola o di un bruco. Molte specie di tarantole espellono setole dall'addome, dirigendole verso potenziali aggressori. Queste setole possono incastrarsi nella pelle o negli occhi dell'altro animale, provocando irritazione fisica, solitamente con grande disagio. Il termine "peli" è tecnicamente un termine improprio, poiché tecnicamente solo i mammiferi possiedono veri peli. La parola tecnica per i peli delle piante è tricomi.

## Nelle piante

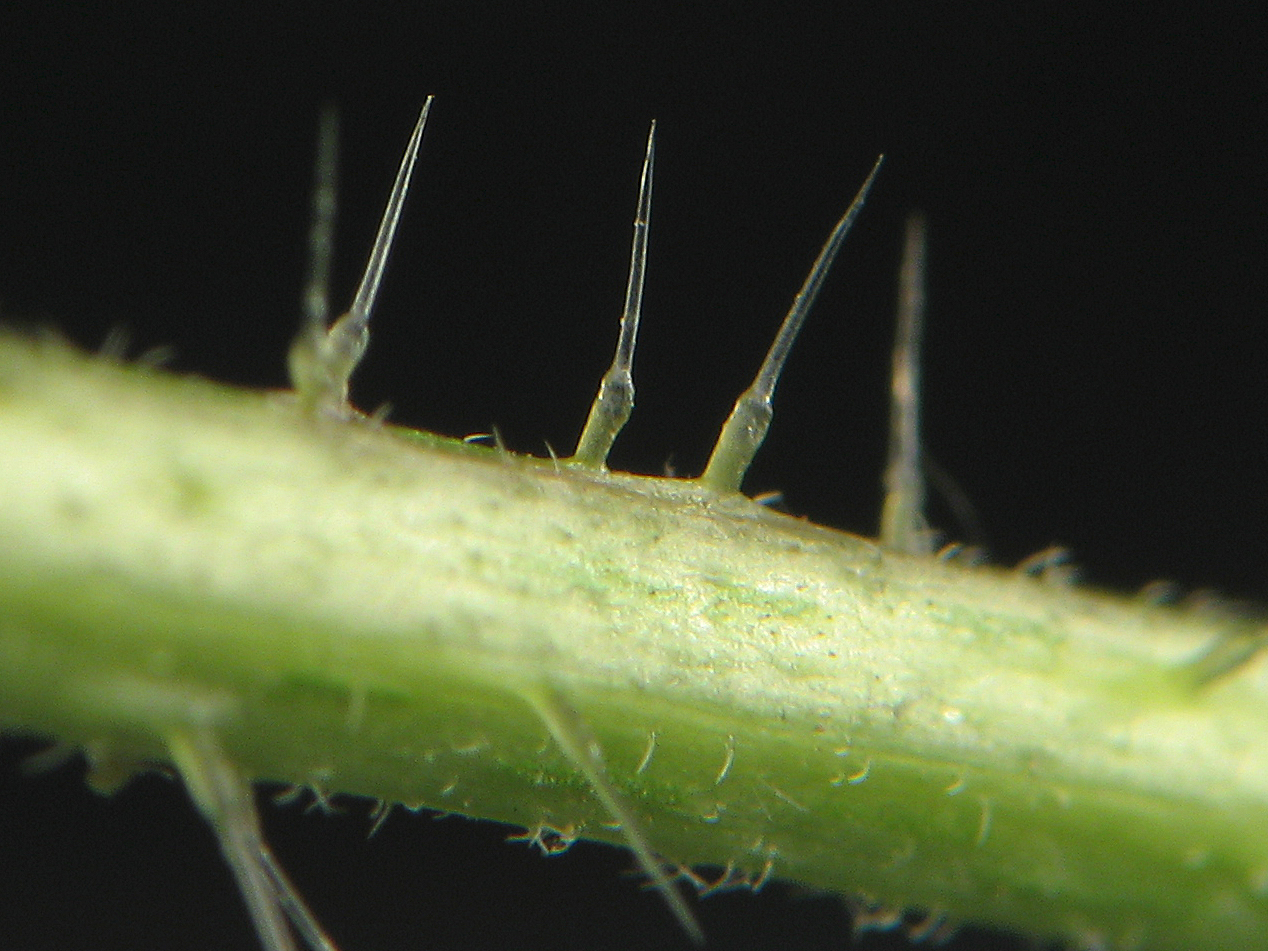
Peli urticanti di un'ortica

La forma più comune di peli urticanti nelle piante è rappresentata dalle ortiche, che possiedono setole cave a punta acuminata posizionate su una ghiandola che secerne un fluido acre. Le punte di queste setole solitamente si spezzano nella ferita e il fluido acre viene spremuto all'interno di essa. Varie piante non imparentate con le vere ortiche (specie Urtica) possiedono setole difensive simili (ad esempio il Cnidoscolus stimulosus).
Molti cactus della sottofamiglia Opuntioideae presentano spine corte sottili e poco aderenti chiamate glochidi. Quando la pianta viene toccata molte di queste spine cadono e penetrano nella pelle provocando irritazioni. Molti glochidi sono dentellati, il che ne complica la rimozione e ne aumenta la persistenza nella pelle. L'esposizione ai glochidi è un rischio professionale per i raccoglitori di frutta e altri lavoratori esterni nelle aree in cui prosperano le Opuntioideae, poiché le spine possono persistere negli indumenti e nei guanti e possono disperdersi nell'aria nelle giuste condizioni.

## Nei lepidotteri

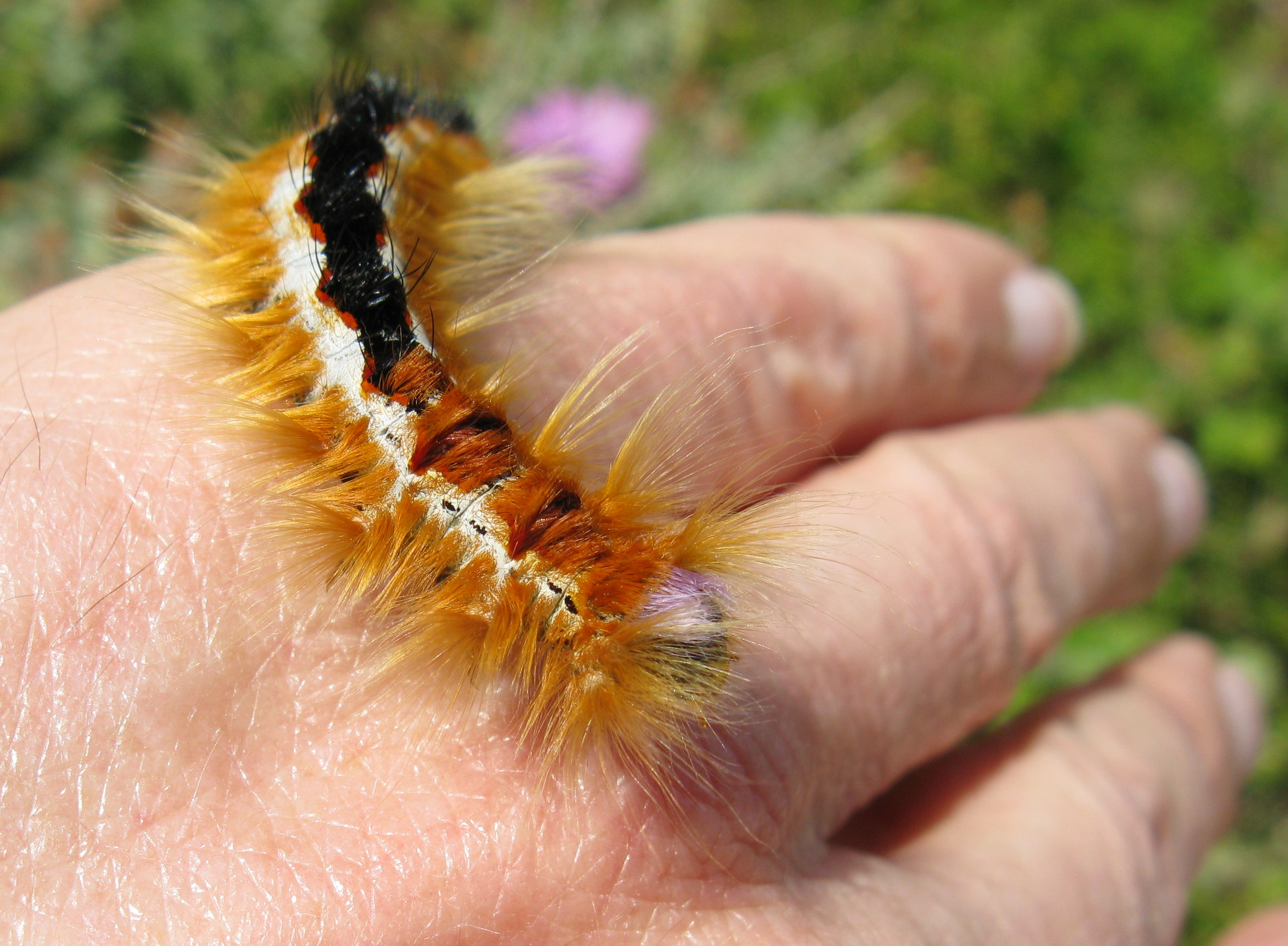
La larva di Eutricha capensis della famiglia Lasiocampidae è praticamente ricoperta di peli urticanti, ma i peggiori sono quelli rigidi e corti nelle parti di colore arancione e marrone scuro che attraversano il torace.

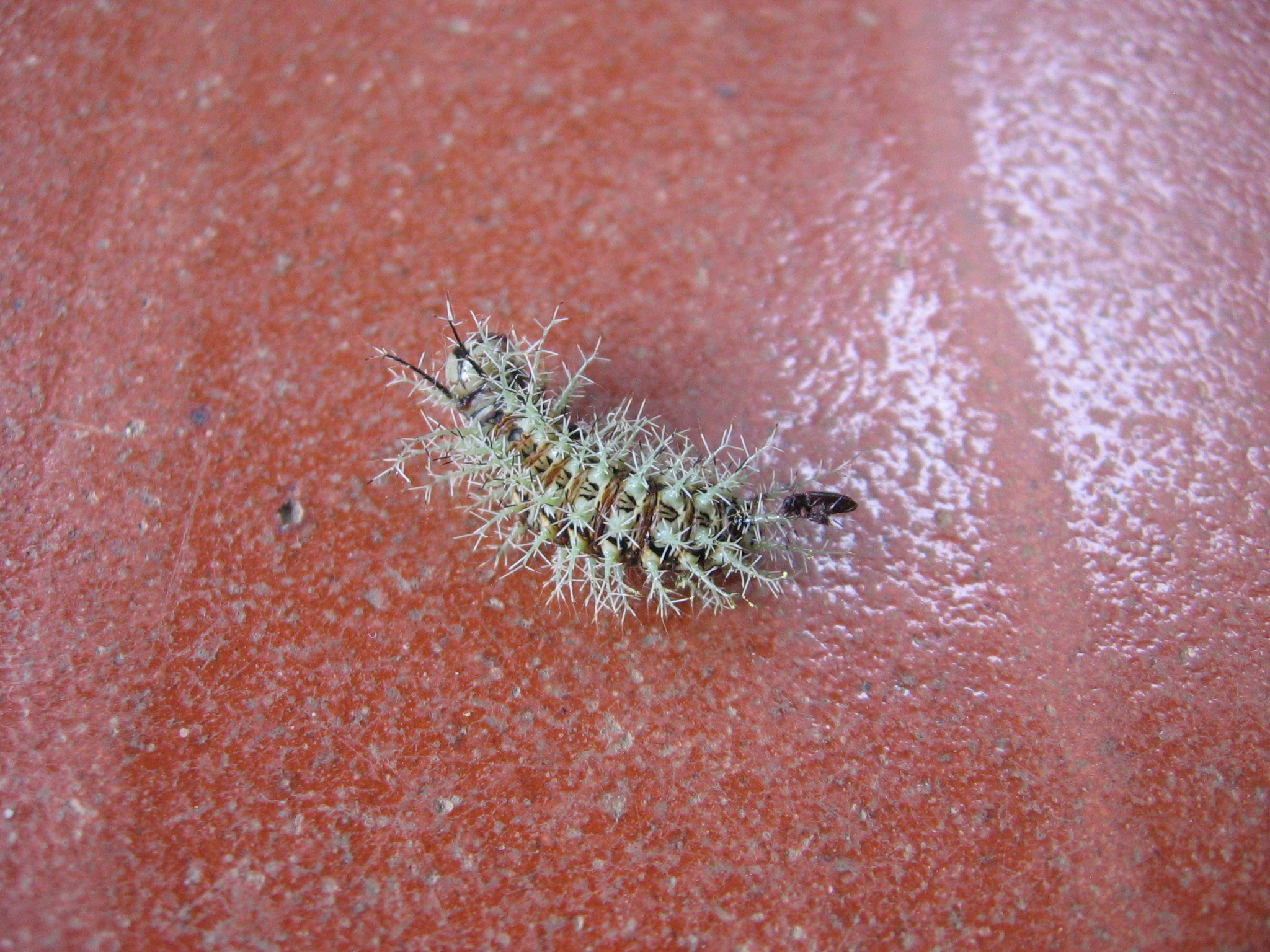
Larva di Lonomia obliqua, la specie tossicologicamente più significativa del genere; i casi gravi della sua puntura sono pericolosi per la vita e richiedono un trattamento con antiveleno.

Diverse famiglie di lepidotteri includono specie le cui larve portano peli urticanti:
- Anthelidae
- Bombycidae
- Erebidae
- Eupterotidae
- Lasiocampidae
- Limacodidae
- Megalopygidae
- Noctuidae
- Notodontidae
- Nymphalidae
- Saturniidae

Gli adulti di alcune specie hanno anche scaglie urticanti e alcuni di loro perdono una certa quantità dei peli urticanti come difesa per le pupe e le uova.
Le setole o le spine urticanti possono causare irritazione quando si staccano e si depositano nella pelle. In alcune specie queste strutture sono cave e collegate a cellule produttrici di veleno, funzionanti come un ago ipodermico. Generalmente la maggior parte delle setole sono solo irritanti, ma alcune sono pericolose per gli occhi e le vie respiratorie e certe setole possono causare una grave necrosi cutanea. Alcune specie di Lonomia della famiglia Saturniidae possono effettivamente iniettare un veleno pericoloso per la vita dell'uomo.
Le punture non fanno parte di un attacco intenzionale, ma sono principalmente il risultato dello sfregamento contro le spine. Tuttavia, molte specie le cui larve sono armate di tali setole hanno modelli comportamentali adatti a presentare i peli urticanti come una minaccia difensiva e ad infliggerli a qualsiasi soggetto percepito come aggressore. Ad esempio, molte larve della famiglia Lasiocampidae portano fitte fasce di corte setole urticanti sui loro segmenti toracici. Le setole sono normalmente retratte in una piega poco profonda della pelle, ma se il bruco viene toccato, rovescia le pieghe e mostra le setole, che di solito sono di colore contrastante.
Se seriamente stimolate o afferrate, è probabile che le larve di Lasiocampidae si sferzino, spingendo le setole urticanti in qualsiasi organo vulnerabile a portata di mano. Molte altre specie di larve mancano di tali concentrazioni localizzate di setole e sono armate più generalmente di peli urticanti; anche loro si scateneranno freneticamente se disturbate, rendendole difficili da maneggiare senza un'attrezzatura adeguata. Le tossine delle setole rotte potrebbero fuoriuscire, causando dermatiti sulla superficie della pelle. Per le bombici dal ventre bruno (Euproctis chrysorrhoea) originarie dell'Europa e invasive in altre parti del mondo, le setole cadono o si spezzano durante la muta e possono essere trasportate dal vento, quindi non è necessario il contatto diretto con larve vive o morte per innescare un'eruzione cutanea.
Nonostante tali difese, alcune specie di uccelli si nutrono avidamente di bruchi "pelosi". Di solito li afferrano con il becco e li strofinano sul terreno finché la maggior parte delle setole non sono state strappate o danneggiate, ma almeno alcune specie di cuculi apparentemente raccolgono le setole nel tratto digestivo fino a formare piccole palle che possono essere rigurgitate. Esempi di predatori aviari diversi dai cuculi che si nutrono di bruchi "pelosi" includono decine di specie provenienti da diversi continenti.

## Nelle tarantole
I peli urticanti (setae) si trovano in circa il 90% delle specie di tarantola (ragni della famiglia Theraphosidae) presenti nel Nuovo Mondo. Non si trovano nelle tarantole di altre parti del mondo.

### Sviluppo
I peli urticanti non compaiono alla nascita ma si formano ad ogni muta consecutiva, allargandosi di muta in muta e presentandosi verso l'esterno attorno ad aree di setole più scure sulla parte superiore della schiena dell'addome dei soggetti giovani. In età avanzata la loro colorazione cambia per adattarsi al tono principale dell'addome. Nonostante questo cambiamento, i peli urticanti mantengono comunque caratteristiche uniche che li rendono visivamente distinti dalle setole addominali, come la loro tendenza a coprire solo una porzione anziché l’intero opistosoma.

### Tipi
Esistono sette diversi tipi di peli urticanti conosciuti nelle tarantole, che variano per dimensioni e forma, in particolare per la distribuzione delle punte.
- Tipo I (0,2–0,6 mm)
- Tipo II (0,5–1,5 mm)
- Tipo III (0,3–1,2 mm)
- Tipo IV (0,06–0,2 mm)
- Tipo V
- Tipo VI
- Tipo VII

Si ritiene che ogni tipo di pelo urticante prenda di mira nemici diversi. Gli obiettivi definiti per alcuni tipi di setole non sono noti.
Il tipo II di solito non viene innescato dalla tarantola, ma piuttosto trasmesso tramite contatto diretto. Tuttavia, esiste almeno una specie Avicularia, Caribena versicolor, che può rimuovere i peli urticanti di tipo II dall'addome, in modo simile alle specie della sottofamiglia Theraphosinae. Le tarantole dei generi Avicularia, Pachistopelma e Iridopelma possiedono peli di tipo II (Hoover, 1997).
I peli urticanti di tipo III sono più efficaci per la difesa contro vertebrati e invertebrati. I tipi III e IV sono i più irritanti per i predatori dei mammiferi.

### Tipi particolari delle specie

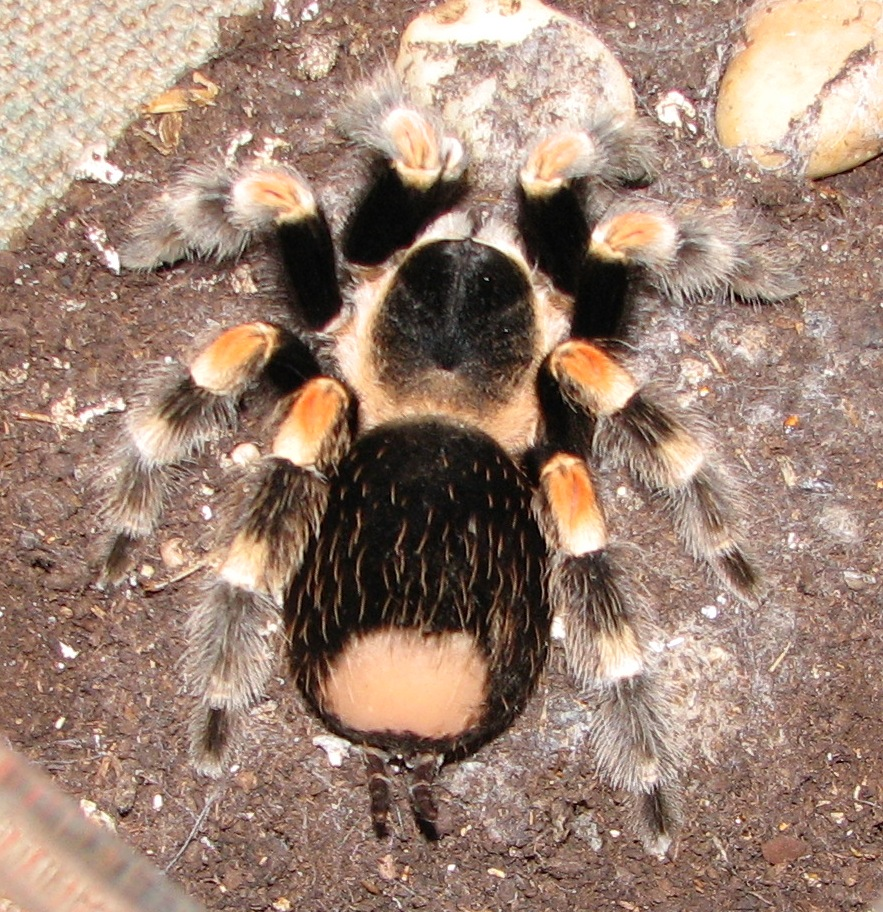
Una femmina adulta di una specie Brachypelma che mostra una zona calva dopo aver espulso le setole dall'addome. Dopo la muta, le setole ricresceranno.

Non tutti i tipi di peli urticanti sono presenti in ciascuna specie di tarantola. I peli urticanti di tipo II si trovano nei generi Avicularia, Iridopelma e Pachistopelma (sottofamiglia Aviculariinae). I peli urticanti di tipo I e III sono rappresentativi di un'ampia diversità di generi a corpo grande nella sottofamiglia Theraphosinae Lasiodora e Acanthoscurria Nhandu spp., Megaphobema spp., Sericopelma spp., Eupalaestrus spp., Proshapalopus spp., Brachypelma spp., Cyrtopholis spp., e altri, sebbene alcuni abbiano il Tipo I solo nei maschi maturi. Insolitamente, i peli urticanti di Tipo III si trovano solo sulle specie di Theraphosa spp., ma per il resto sono simili a molte specie che hanno anche peli di Tipo I.
Il solo tipo III si trova in molti generi "nani" del Nuovo Mondo Hapalopus spp.. Il tipo IV si trova in diversi generi sudamericani Grammostola, Euathlus ecc. (presenta i tipi III e IV). I peli urticanti di tipo V sono tipici delle specie del genere Ephebopus. Si trovano sui pedipalpi. Sono molto più corti e leggeri a differenza di altri tipi di capelli urticanti. Questi vengono facilmente lanciati in aria dal ragno. I peli urticanti di tipo VI si trovano nel genere Hemirrhagus.
I generi con i peli più urticanti sono Lasiodora, Grammostola e Acanthoscurria.

### Comportamento difensivo

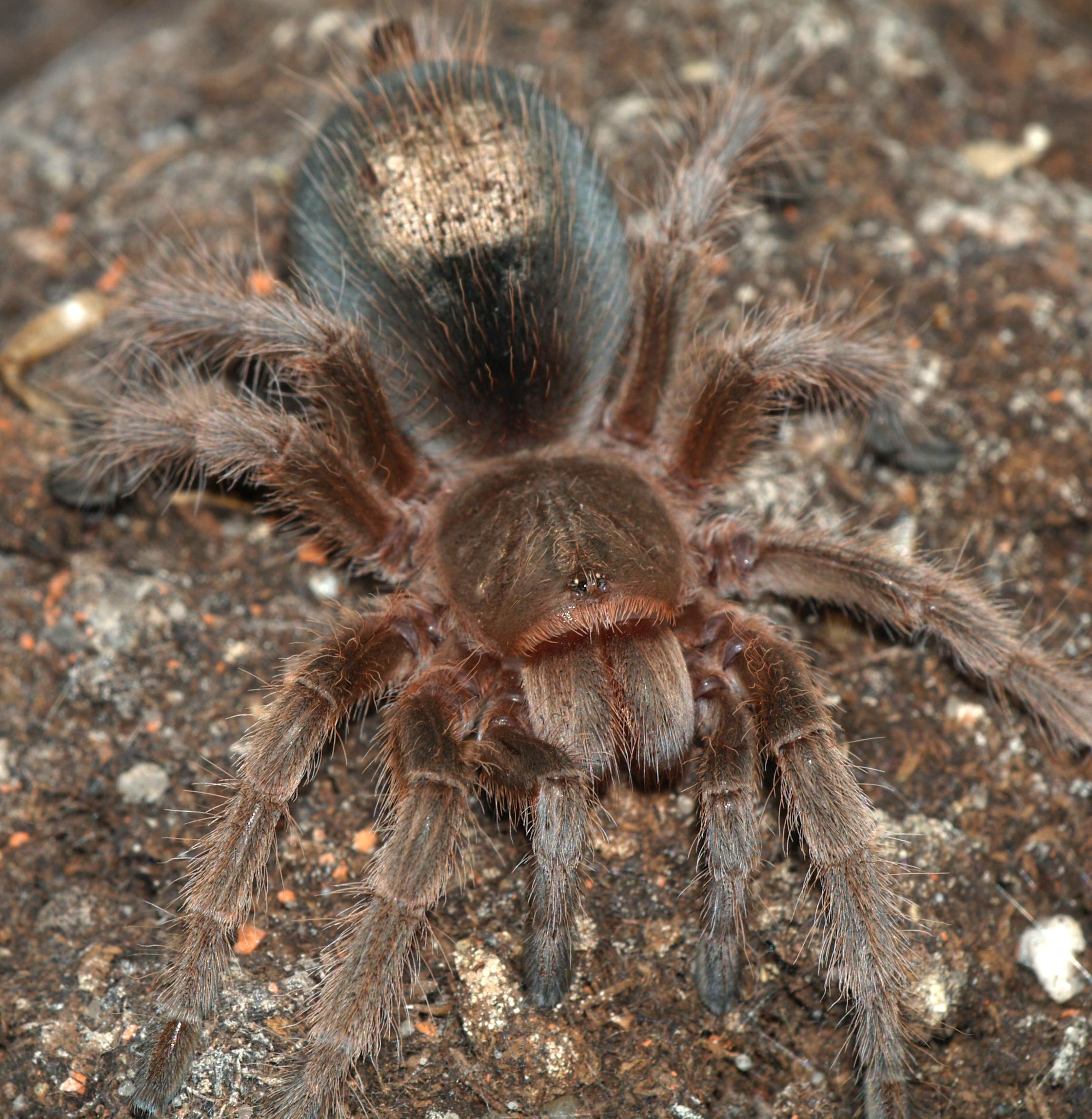
Una giovane Grammostola rosea mostra una chiazza di peli urticanti.

Le tarantole del Nuovo Mondo, nel momento del pericolo, si volteranno verso l'attaccante e strofineranno energicamente le zampe posteriori contro l'opistosoma, lanciando i peli urticanti in direzione del nemico. La nuvola di piccole setole entrerà nella mucosa dei piccoli mammiferi e causerà edema, che può essere fatale. Le setole causano danni sia meccanici che chimici alla pelle e alle membrane.
La reazione e il grado di irritazione ad uno sbarramento difensivo di peli urticanti possono variare enormemente, in base alla specie in questione. Alcuni, come quelli della tarantola rosa cilena (Grammastola rosea) e della tarantola "pinktoe" (Avicularia avicularia), sono abbastanza miti e innocui per l'uomo. Altri, come quelli della tarantola gigante brasiliana dal ginocchio bianco (Acanthoscurria geniculata), sono moderatamente irritanti. Altri ancora, come la tarantola golia (Theraphosa blondei), sono molto più severi. Queste setole possono provocare eruzioni cutanee dolorose e sono state paragonate a schegge affilate di fibra di vetro.
Dopo aver calciato i peli urticanti, la tarantola avrà una zona calva nella regione addominale.

### Come contrassegni territoriali
I peli urticanti non vengono solo lanciati contro un nemico come difesa di prima linea, ma sono anche usati come indicazione del territorio. Possono essere trovati sopra e intorno all'ingresso della tana e nelle ragnatele di protezione (ad esempio, alcune specie della sottofamiglia Theraphosinae includono queste setole nella seta del bozzolo).
I peli urticanti proteggono le sacche delle uova di tarantola (rispettivamente Avicularia spp. e Theraphosablondi). Si pensa che questo scoraggi le larve di mosca dal consumare le loro uova e i piccoli.

## Reazioni umane

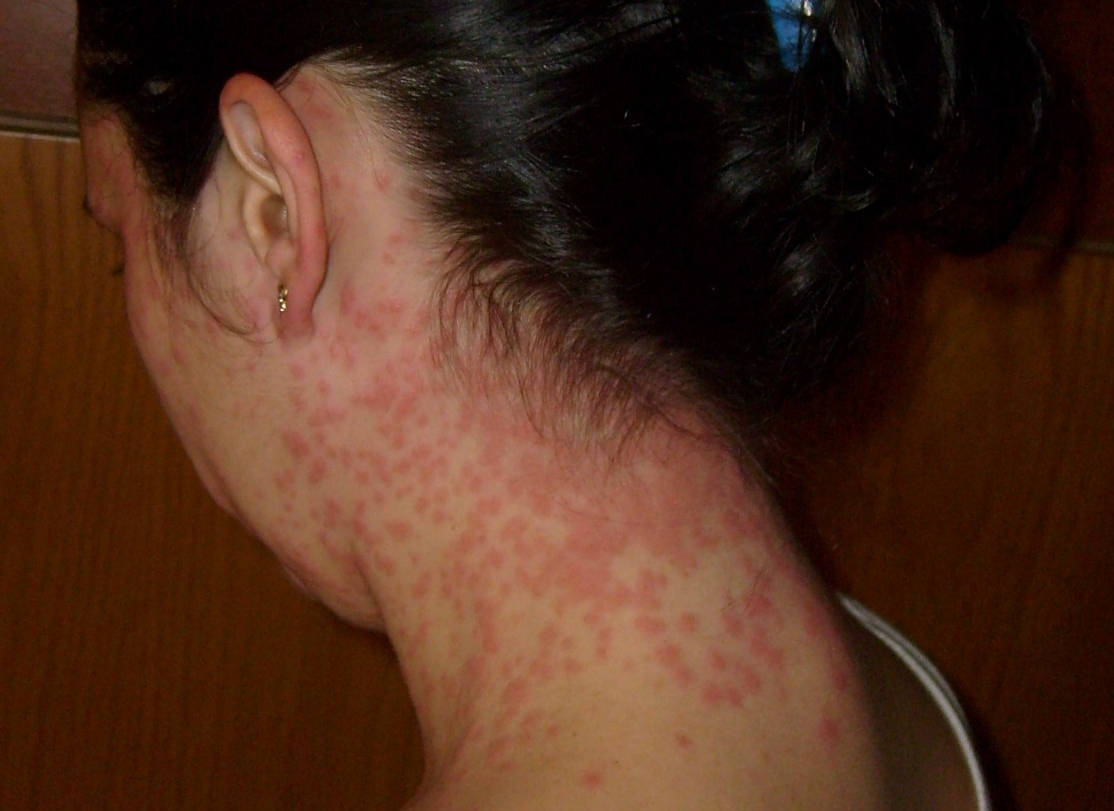
Eruzione cutanea causata dall'esposizione alle setole cadute dalle larve della Euproctis chrysorrhoea.

Negli esseri umani, i peli urticanti possono causare reazioni allergiche cutanee che possono manifestarsi come infiammazione, eruzione cutanea e prurito. Le reazioni possono durare da diverse ore a settimane. L'oftalmia nodosa, una reazione irritativa, può verificarsi quando le setole uncinate si depositano nella cornea. Si consiglia agli operatori di indossare una protezione per gli occhi.